# Аппас
Аппа́с (укр. Аппас, крымскотат. Appaz, Аппаз) — исчезнувшее село в Ленинском районе Республики Крым, располагавшееся в западной части Керченского полуострова, примерно в 1 км к югу от современного села Ерофеево.

## История
Первое документальное упоминание села встречается в Камеральном Описании Крыма… 1784 года, судя по которому, в последний период Крымского ханства Абас входил в Арабатский кадылык Кефинского каймаканства.
После присоединения Крыма к России (8) 19 апреля 1783 года, (8) 19 февраля 1784 года, именным указом Екатерины II сенату, на территории бывшего Крымского Ханства была образована Таврическая область и деревня была приписана к Левкопольскому, а после ликвидации в 1787 году Левкопольского — к Феодосийскому уезду Таврической области. После Павловских реформ, с 1796 по 1802 год, входила в Акмечетский уезд Новороссийской губернии. По новому административному делению, после создания 8 (20) октября 1802 года Таврической губернии, Апапас был включён в состав Парпачской волости Феодосийского уезда.
По Ведомости о числе селений, названиях оных, в них дворов… состоящих в Феодосийском уезде от 14 октября 1805 года, в деревне Апапас числилось 5 дворов и 36 жителей. На военно-топографической карте генерал-майора Мухина 1817 года деревня Апас котабан обозначена с 5 дворами. После реформы волостного деления 1829 года Аппас, согласно «Ведомости о казённых волостях Таврической губернии 1829 года», отнесли к Агерманской волости (переименованной из Парпачской). Затем, видимо, вследствие эмиграции крымских татар в Турцию, деревня опустела и в дальнейшем в доступных источниках не встречается.